# Megasema latinigra
Megasema latinigra är en fjärilsart som beskrevs av Louis Beethoven Prout 1928. Megasema latinigra ingår i släktet Megasema och familjen nattflyn. Inga underarter finns listade i Catalogue of Life.